# In Europa (televisieprogramma)
In Europa is een documentairereeks gebaseerd op het gelijknamige boek In Europa van de Nederlandse publicist Geert Mak.

## Geschiedenis
Deze 35-delige reeks behandelt de geschiedenis van Europa in de 20e eeuw. Dit werd in beeld gebracht door belangrijke historische locaties te filmen zoals ze er ten tijde van de serie uitzagen en betrokkenen te interviewen. De 35 afleveringen werden uitgezonden over 2 seizoenen.
Na twee uitzendingen werd bekend dat de VRT de serie had gekocht. De serie was daar vanaf 8 januari 2008 te zien. Ook de Zweedse publieke omroep kocht de serie aan en zond vanaf januari 2009 de eerste afleveringen uit.
De serie kostte zo'n 3 tot 4 miljoen euro en werd medegefinancierd door het ministerie van Binnenlandse Zaken.
De afleveringen werden in Nederland op zondagavond uitgezonden, waarbij de ochtend tevoren in het radioprogramma OVT een voorbeschouwing plaatsvond. Veel deskundigen leverden daaraan een bijdrage.

## Afleveringen

### Aflevering 1: Een vooruitblik
Een samenvatting van de komende delen.
Eerste uitzending: 11 november 2007.

### Aflevering 2: Oorzaak Eerste Wereldoorlog
1906: Oorzaak (niet de aanleiding) Eerste Wereldoorlog; verschil tussen Duitse Rijk, dat verandering wilde en de Oostenrijk-Hongaarse Dubbelmonarchie, dat het liefst alles liet zoals het was;
Eerste uitzending: 18 november 2007.

### Aflevering 3: Aanleiding Eerste Wereldoorlog
1914: de Moord op Frans Ferdinand van Oostenrijk door Gavrilo Princip; gezien door familie van dader en slachtoffer; stelling dat die twee pistoolschoten aanleiding waren voor Eerste Wereldoorlog, Tweede Wereldoorlog en ook voor Oorlogen in Joegoslavië;
Eerste uitzending: 25 november 2007.

### Aflevering 4: Oorlogsjaar 1915
1. het verhaal dat de stad Ieper al in de eerste dagen van de oorlog totaal vernield was en dat het centrum dat er vrij klassiek uitziet geheel stamt uit begin jaren twintig;
2. opruimen van blindgangers, dat nu 90 jaar na het eind van de oorlog nog steeds plaatsvindt; laatste slachtoffer van WO I is een boer die zijn land omploegt en een blindganger gaat alsnog af;
3. verhaal over zogenaamde deserteurs/lafaards; van shellshock had men niet gehoord en men veronderstelde dat het aanstellerij was; men werd ter dood veroordeeld als men niet naar het front terugkeerde; het diende daarbij ook als dreigement voor degenen die niet wilden; ook een filmpje over de executie van Harry Farr en eerherstel voor hem en een andere vermeende deserteur in 2007.
4. Het verhaal wordt gedaan door iemand van het oorlogsmuseum van Ieper, die op een begraafplaats de grafstenen laat zien; eerst op datum gezet, maar men kon het op een gegeven moment niet meer bijhouden en moest links en rechts uitbreiden. Engelse soldaten worden nog steeds herbegraven, niet meer per dag, maar als onderdeel van hun bataljon, peloton et cetera. Dat staat heldhaftiger dan "zomaar" een slachtoffer te zijn op een datum.

Eerste uitzending: 2 december 2007.

### Aflevering 5: Oorlogsjaar 1916
1. de wrange situatie dat familieleden van de nog 250.000 vermiste gesneuvelden nu als een soort ramptoerist-achteraf op zoek zijn naar waar mogelijk of daadwerkelijk hun familielid is gestorven;
2. Slag aan de Somme; van een divisie van meer dan 100.000 man, waren er na één dag al meer dan 50% omgekomen of zodanig verwond dat ze niet meer verder konden strijden;
  1. eerste ontwikkelingen binnen de plastische chirurgie; men kwam terug met de meest verschrikkelijke wonden (weggeschoten kaken en andere delen van het gezicht) en men probeerde die mensen zo goed als het kon weer een weg terug naar de maatschappij te bieden;
3. het eerste gebruik van tanks op het slagveld; de Britten gebruikten tanks om de Duitsers te verrassen; de tanks gingen echter zo snel vooruit dat de infanterie dat niet kon bijhouden; tanks raakten ingesloten; nog niet zo lang geleden is een tank die door de modder verzwolgen was bovengronds gehaald; een zijde was nog helemaal intact; de andere helemaal kapotgeschoten;
4. een vreemde situatie: ook in Frankrijk vindt men nog delen van munitie; de Belgen gaan heel voorzichtig om met de aldaar gevonden resten; in Frankrijk laat men ook kinderen in aanraking komen met b.v. verroeste bommen; in de Franse grond bevinden zich nog meer tanks, die ingesloten zijn door modder;
5. eerste fotoreportages worden gemaakt voor het thuisfront; deze werden soms gedramatiseerd; één filmpje laat zien, hoe een soldaat na dodelijk getroffen te zijn er wat makkelijker bij gaat liggen om te kijken wat de filmer aan het doen is.

Eerste uitzending: 9 december 2007.

### Aflevering 6: Oorlogsjaar 1917
Deel 1; 1917; Westelijk front.
1. Frankrijk had Rusland wapens beloofd in ruil voor militairen; Rusland stuurt in plaats van de gevraagde 800.000 uiteindelijk maar 20.000 militairen; dat blijken dan ook nog een ongeoefende boerenzonen te zijn, die net een geweer vasthouden; de ellende is zo groot dat zij al snel duidelijk maken onder deze omstandigheden niet te willen vechten. Om muiterij te voorkomen worden ze niet aan het front gelegerd. Echter een deel van de Franse troepen hoort ervan en gaat wel over tot muiterij, onder aanvoering van enige leiders.
2. Deze leiders ondergaan hetzelfde lot als de deserteurs; ze worden gefusilleerd; daar is inmiddels een vast protocol voor: eerst wordt de militair gedegradeerd tot soldaat; dan moet hij op de knieën en wordt vervolgens doodgeschoten (soms met meerdere tegelijk); uiteindelijk zorgt die gedeeltelijke muiterij er wel voor dat de "gewone" soldaat iets beter behandeld wordt;
3. inmiddels krijgen de Russische soldaten bericht van het thuisfront, waar de revolutie aan het beginnen is; men wil snel naar huis, maar blijft vaststeken in de modder van Noord-Frankrijk; sommigen zullen pas in de jaren 50 van de 20e eeuw terugkeren en worden dan door Stalin direct doorgezonden naar de goelag, alleen vanwege het feit dat ze uit het buitenland terugkomen;
4. net als in Engeland raken de Fransen niet uitgesproken over de leiders van de muiterij; moeten ze eerherstel krijgen of niet; de burgemeester moet in dat soort gevallen beslissen en dat blijkt geen makkelijke taak; President Chirac wilde in geen geval een "algemene amnestie".

Eerste uitzending: 16 december 2007.

### Aflevering 7: Oorlogsjaar 1917
Deel 2 over het oorlogsjaar 1917 met name in Sint-Petersburg.
1. terwijl men in het Westen om elke meter strijdt, vinden in Rusland de eerste bewegingen naar de revolutie plaats;
2. Lenin zit berooid in Zürich; Duitsland financiert zijn treinreis naar Rusland; zij kunnen instabiliteit van Rusland gebruiken om zich geheel op de strijd in het Westen te werpen. Lenin maakt gebruik van spoorwegen in Duitsland, Zweden en Finland, zelfs de grensplaats tussen de laatste twee landen, Haparanda / Tornio, wordt per trein aangedaan;
3. hij komt aan op het Finlandstation in Sint-Petersburg (Petrograd);
4. al snel begint het liegen en bedriegen; vroegere medestanders verdwijnen, foto's worden bijgewerkt, films over het begin van de revolutie geven een vertekend beeld etc. etc.; de geschiedenis wordt herschreven.

Eerste uitzending: 23 december 2007.

### Aflevering 8: Walter Rathenau
1922 Moord op Walther Rathenau
1. 1918; einde Eerste Wereldoorlog; Vrede van Versailles; financiële en ethische vernedering van Duitsland door de geallieerden; waaronder decimering leger en het afstaan van een groot gebied van Pruisen aan Polen;
2. gevoel in Duitsland was dat ze de oorlog niet hadden verloren; immers op Duits grondgebied was relatief weinig materiële oorlogsschade; daarom werd het verlies in eigen gelederen gezocht; ook voor andere interne strubbelingen zoals de crisis en hevige inflatie zocht men een zondebok; men vond daarvoor Joden en intellectuelen;
3. in Duitsland moest ¾ van het leger opgeheven worden; er ontstonden kleine privé-legertjes, die elkaar naar het leven stonden;
4. Walther Rathenau wordt internationaal gezien als de figuur die het land bij elkaar kon houden, maar dat wilden de privé-legertjes en hun aanhang niet;
5. uiteindelijk besluiten 5 personen, waaronder Kern en Fischer, Rathenau in Berlijn te vermoorden; de chauffeur wordt al snel gepakt; de jacht op de anderen duurt langer door onwillige ambtenaren en aanhang van de groep van de moordenaars;
6. in Kasteel Saaleck vinden de moordenaars hun Waterloo; ze verraden zichzelf door in het oog liggend kasteel verlichting te gebruiken terwijl iedereen in het dorp weet dat de kasteelheer niet thuis is;
7. tijdens het naziregime wordt in die plaats ter nagedachtenis aan de twee helden Fischer en Kern een grafsteen geplaatst en twee eiken geplant; deze zijn inmiddels weer weggehaald, maar men kan aan de plaats zien dat deze nog als een (klein) bedevaartsoord voor neonazi's gebruikt wordt;
8. het gehele programma verwijst naar de Pruisische identiteit; Je mag wel iets fouts doen, als je er maar volledig achter staat en met de consequenties leeft.

Eerste uitzending: 30 december 2007.

### Aflevering 9: 1925 Benito Mussolini
Deze aflevering gaat over de ontwikkelingen in Italië rond 1925 en in het bijzonder van het geboortedorp van Mussolini, Predappio. Mussolini heeft het dorp op de kaart gezet en bijna geheel vernieuwd door investeringen. Een deel van de huidige bevolking is nog gecharmeerd van Mussolini, tegen de algemeen heersende meningen in. Attributen en kleding van fascisten zijn hier openlijk te koop. Soms verheerlijkt men nog de oude tijd, want na de dood van Mussolini heeft de wereld geen boodschap meer aan het dorp.
Eerste uitzending: 6 januari 2008.

### Aflevering 10: 1929 Berlijn
De tanende Weimarrepubliek, crisis en opkomst van de nazibeweging. Als centraal thema van de aflevering wordt de Alexanderplatz in Berlijn getoond, dat de gehele 20e eeuw heeft overleefd.
Eerste uitzending: 13 januari 2008.

### Aflevering 11: 1933 Rusland
De tot dan toe bedekte staatsterreur van Stalin wordt nu op grote schaal toegepast. Om te laten zien dat de Sovjet-Unie voldoende graan had, exporteerde hij het graan, terwijl met name de mensen in Oekraïne stierven van de honger. Het werd een tijd van repressie, waarin verklikkers de nieuwe helden waren; zo ook de jongen Pavlik die zijn ouders verraadde. Ondertussen gaat Stalin verder met schijnprocessen om mede- en tegenstanders uit de weg te ruimen.
Eerste uitzending: 20 januari 2008.

### Aflevering 12: 1936 Spaanse Burgeroorlog
Nadat de communisten en socialisten de verkiezingen in Spanje hebben gewonnen, begint Generaal Franco een beweging die uiteindelijk zou leiden tot een staatsgreep. Bevriende buren worden elkaars vijanden en het klikken zorgt voor een verdeeldheid die anno 2008 nog steeds voortduurt.
Eerste uitzending: 27 januari 2008.

### Aflevering 13: 1937 Hitler Duitsland
In deze aflevering geen portret van Adolf Hitler, maar een portret van Duitsland zoals kunstenaar Hitler dat graag had gezien. De kunstenaar Hitler schildert een plein, waarbij alles wat hem niet bevalt gewoon is weggelaten en door hemzelf is ingevuld; een ontwikkeling die hij later ook op mensen toepaste. Instellen van de term Entartete Kunst (ontaarde kunst), waarvoor in de beginjaren een eigen museum was ingericht, waarbij bij het kunstwerk vermeld stond waarom het kunstobject niet mooi gevonden mocht worden.
Eerste uitzending: 3 februari 2008.

### Aflevering 14: 1939 Hitler Duitsland
Familieleden van de kring rondom Hitler proberen te beantwoorden waarom die Hitler zo trouw volgden; een antwoord kan eigenlijk niet gegeven worden. Het heeft er veel van weg dat ook onder de volgelingen van Hitler men gewoon probeerde te overleven.
Eerste uitzending: 10 februari 2008.

### Aflevering 15: 1940 Vichy-Frankrijk
Net als wel in Nederland gehoord wordt, zat iedereen in Frankrijk in het verzet. Men probeerde een zelfstandigheid te behouden, door op sommige punten die de Vichy-regering goed uit kwam mee te werken. Dat iedereen probeert te overleven, blijkt uit het feit dat de Vichy-regering zelfs een ambassadeur in bezet gebied had, om eventuele problemen voor te zijn. Men is de Duitsers ter wille, zonder dat die er om hoeven te vragen.
Eerste uitzending: 17 februari 2008.

### Aflevering 16: 1942 Topf in Duitsland
De uitzending betrof de levering van de crematie-ovens van concentratiekamp Buchenwald geleverd door de firma Topf und Söhne uit Erfurt. Door concurrentie tussen twee medewerkers in die fabriek en familietrots werden er efficiëntere crematie-ovens geleverd dan eigenlijk gevraagd.
Eerste uitzending: 24 februari 2008.

### Aflevering 17: 1943 Stalingrad
Geen films over de slag, maar achtergrondverhalen van strijders. De één is nog fel aanhanger van Stalin met strijdliederen en al; de ander wijst Stalin volledig af. Vermeld wordt dat Stalin door eigenzinnig optreden als legeraanvoerder veel meer mensen de dood in joeg dan noodzakelijk was, deze wandaad is geheel uit de Russische geschiedenisboeken verdwenen. (Het is overigens niet gek dat dit niet in Russische geschiedenisboeken staat: het was juist Hitler die voor dit prestigeproject soldaten onnodig de dood instuurde.)
Eerste uitzending: 2 maart 2008.

### Aflevering 18: 1943 Polen
Hierin staat het Zuidoost-Poolse gehucht Siemnice centraal. Het is een zoektocht naar een meisje van Duitse afkomst die met haar familie in Polen wordt gestald om het Arische ras te promoten. Het meisje heet al 55 jaar Lilly, maar blijkt uiteindelijk Lydia te heten. Iedereen weet echter zeker dat ze Lilly heet. Lydia blijkt na vele omzwervingen door toedoen van Stalin (toen het Russische leger Polen "heroverde" en bijbehorende ontberingen) nu in Duitsland te wonen.
Eerste uitzending: 9 maart 2008.

### Aflevering 19: Opstanden van Warschau en Praag 1944
De aflevering gaat over het feit dat de verdeling van het continent in West en Oost al bekend was toen er nog volop gevochten werd. Zo kon het gebeuren, dat de Sovjet-Unie niet ingreep bij de opstand in Warschau; de Russen lagen aan de overzijde van de rivier toe te kijken. De Amerikanen op hun beurt grepen niet in bij de opstand in Praag; ze lagen 20 kilometer van de stad en lagen in gebied dat al verlaten was door de Duitsers. Churchill en Stalin hadden het IJzeren Gordijn al vastgelegd. Het is terug te vinden op een vermeend kladpapiertje van Churchill, waar het land Polen in het geheel niet genoemd wordt.
Eerste uitzending 30 november 2008.

### Latere afleveringen
- Aflevering 20: Duitsland en Rusland 1945
- Aflevering 21: Joegoslavië 1945
- Aflevering 22: Israël en Europa 1946
- Aflevering 23: Tsjechië 1948
- Aflevering 24: Europa 1950
- Aflevering 25: Hongarije 1956
- Aflevering 26: Frankrijk en Algerije 1958
- Aflevering 27: DDR 1961
- Aflevering 28: Amsterdam/Parijs/Berlijn 1968
- Aflevering 29: Portugal 1974
- Aflevering 30: Duitsland 1977
- Aflevering 31: Engeland 1984
- Aflevering 32: Tsjernobyl 1986
- Aflevering 33: Roemenië 1989
- Aflevering 34: Sovjet-Unie 1991
- Aflevering 35: Bosnië en De Waarheid 1992

## Kritiek van historici
De serie In Europa heeft sterke kritiek gekregen van bepaalde historici, onder andere van de historicus Willem Melching in de Volkskrant van 11 december 2007 en het Historisch Nieuwsblad. Volgens Melching wemelt het in de serie van feitelijke onjuistheden en ontbreekt het Mak aan historisch inzicht. De serie baseert zich voornamelijk op "achterhaalde clichés", zoals het beeld van volgzame Duitsers en een anti-modernistisch Oostenrijk. Daarnaast betichtte Samir Garic (zelf een Bosniër) in dezelfde uitgave van de Volkskrant Mak van historisch relativisme. Dit omdat Mak de algemeen als terrorist beschouwde Serviër Gavrilo Princip, die in een aanslag de Oostenrijk-Hongaarse kroonprins en zijn vrouw vermoordde, slechts als slachtoffer van zijn tijd afschildert.
Geert Mak gaf vervolgens op 11 december 2007 op zijn website een tegengeluid op de kritiek van Melching. Volgens Mak had Melching te vroeg zijn kritische oordeel geveld en hij nodigde hem uit allereerst wat meer afleveringen te bekijken (de kritiek van Melching was op de eerste twee afleveringen gericht). Daarnaast gaf Mak toe dat hij enkele concessies ten nadele van historische volledigheid moest doen, vanwege de beperkingen van het medium televisie.
In een later artikel uit de Volkskrant gaf Melching te kennen de serie nog steeds zeer oppervlakkig te vinden en signaleerde nog vele fouten.